# Gauliga Böhmen und Mähren
Gauliga Böhmen und Mähren byla jedna z mnoha skupin Gauligy, nejvyšší fotbalové soutěže na území Německa v letech 1933 – 1945. Vytvořena byla v roce 1943 pro německé kluby na území Protektorátu Čechy a Morava. Vítězové jednotlivých skupin Gauligy postupovali do celostátní soutěže, která trvala necelý měsíc, v níž se kluby utkávaly vyřazovacím způsobem.
Zanikla v roce 1945 po pádu nacistického Německa. Po jeho zániku byly na území Československa zakázány všechny německé sportovní oddíly.

## Nejlepší kluby v historii - podle počtu titulů
Zdroj: 
| Vítězové nejvyšší ligové soutěže |        |                 |
| Klub                             | Tituly | Vítězné ročníky |
| MSV Brünn                        | 1      | 1944            |

## Vítězové jednotlivých ročníků
Zdroj: 
| Gauliga Böhmen und Mähren (1943 – 1945)                                                                  |               |                                 |               |
| Ročník                                                                                                   | Vítěz Gauligy | Umístění v německém mistrovství | Německý mistr |
| 1943 – 1944                                                                                              | MSV Brünn (1) | 1. kolo                         | Dresdner SC   |
| • Gauliga byla v sezóně 1944/45 zrušena, a to kvůli přesunutí bojů druhé světové války na území Německa. |               |                                 |               |

Druhé místo obsadil klub MSV Kremsier a třetí MSV Olmütz.